# Чирковская
Чирковская — деревня в Сямженском районе Вологодской области.
Входит в состав Коробицынского сельского поселения, с точки зрения административно-территориального деления — в Коробицинский сельсовет.
Расстояние по автодороге до районного центра Сямжи — 35 км, до центра муниципального образования Георгиевской — 4,5 км. Ближайшие населённые пункты — Арганово, Коростелево, Шишаково.
По переписи 2002 года население — 25 человек (15 мужчин, 10 женщин). Всё население — русские.